# La Rouaudière
La Rouaudière är en kommun i departementet Mayenne i regionen Pays de la Loire i nordvästra Frankrike. Kommunen ligger i kantonen Saint-Aignan-sur-Roë som tillhör arrondissementet Château-Gontier. År 2022 hade La Rouaudière 311 invånare.

## Befolkningsutveckling
Antalet invånare i kommunen La Rouaudière
| Referens: INSEE |